# Rod (gramatika)
Rod se u gramatici odnosi na podjelu nekih riječi po biološkom ili sociološkom rodu. Analogijom, isti se izraz koristi kod drugih podjela, iako mnogi autori preferiraju termin imenska klasa. Bitno je da se riječi drugačije gramatički ponašaju zavisno od roda kome pripadaju.
Po tradicionalnoj gramatici, u srpskom jeziku postoji  muški, ženski i srednji rod.

## Uvod
Rod je u osnovi način podjele imenica na više grupa. Rod se deklinacijom  slaze s drugim riječima, koje moraju biti u istom rodu. U srpskom jeziku se imenice slažu s pridjevima i zamenicama:
- Vidim crnog konja. On dolazi.
- Vidim crnu kobilu. Ona dolazi.

Imenice se dijele u rodove po različitim kriterijima:
- po prirodnom rodu, sve imenice koje opisuju živo pripadaju u "muški" ili "ženski" rod, a sve za neživo u jedan "srednji" ili više njih (to se može reći za engleski jezik )

- po gramatičkom rodu, imenice se dijele po nastavcima, karakterističnim glasovima, prefiksima i sl. (npr. romanski jezici)

- po leksičkom rodu, rod se ne može zaključiti iz na osnovu oblika riječi niti toga što predstavlja, nego je "proizvoljan" (npr. tako je uglavnom u njemačkom)

Mnogi jezici nemaju rod (ni imenske klase), npr. mađarski (ő znači "on" ili "ona") i japanski. Neki jezici (engleski) posjeduju samo različite zamjenice (he, she, it ) pa se rod svodi na slaganje sa zamjenicama. Mnogi jezici imaju sličnu konstrukciju kao srpski.
U niger-kongoanskim jezicima postoje veliki sistemi imenskih klasa koji su organizirani na osnovu početka imenice (ki- je oznaka 7. klase jednine):

(kl.7 -k njiga; kl.7 - velika; kl.7 -PREZENT - pada)
"Velika knjiga pada".
Neki autori prikazuju tri raspodele imenica (objašnjene u poglavlju o rodu u srpskom):
- podklase slaganja (najfinija podjela)
- rodovi
- makrorodovi (najgrublja podjela)

Postoji pretpostavka da se jezici mogu oštro podijeliti na one koje imaju imenske klase i one koje nemaju, i da su prelasci između ove dvije skupine vrlo rijetki. Po tome bi se moglo zaključivati o srodnosti jezika.

## U srpskom jeziku
Srpski se jezik tradicionalno opisuje kao jezik s tri roda, koji se iskazuju na imenicama, pridjevima i zamenicama. Za imenice je rod fiksan, iako se može tvorbom riječi često stvoriti riječ odgovarajućeg roda, kada je potrebna (npr. učitelj - učiteljica). Ovo je tradicionalna i donekle pojednostavljena slika.
Podjela po rodovima u srpskom jeziku je gramatičko-leksička:
- ako imenica završava u Nominativu na -a tada je ženskog roda (voda), s nekim izuzecima (gazda je muškog roda; doba je srednjeg roda);

- ako imenica završava u nominativu na -o ili e, tada je srednjeg roda (selo, more), s nekim izuzecima (pepeo je imenica muškog roda, a završava se na o; imenica doba je jedina imenica srednjeg roda koja se završava na a);

- inače, može biti muškog (most) ili ženskog roda (mast).

U srpskom se sve riječi koje imaju rod međusobno slažu po rodu. Međutim, ako gledamo načine slaganja po različitim promjenama pridjeva po padežima, tada različitih promjena ima 7 (sve za pridjev siv; pokazano je i slaganje sa zamjenicama):
- Vidim sivog psa. On je siv. (muški rod, jednina, živo)
- Vidim sivi kamen. On je siv. (muški rod, jednina, neživo)
- Vidim sivu mačku. Ona je siva. (ženski rod, jednina)
- Vidim sivo jezero. Ono je sivo. (srednji rod, jednina)
- Vidim sive pse. Oni su sivi. (muški rod, množina)
- Vidim sive mačke. One su sive. (ženski rod, množina)
- Vidim siva jezera. Ona su siva. (srednji rod, množina)

Neki autori ovakve skupine nazivaju podklasama slaganja. U niger-kongoanskim jezicima upravo se ove skupine nazivaju imenskim klasama.
Ako grupiramo oblike jednine i množine zajedno, dobit ćemo četiri skupine:
- muški rod, živo
- muški rod, neživo
- ženski rod
- srednji rod

Ovakve i slične skupine (osnovane strogo na slaganju) se često nazivaju rodovima, npr. u standardnom opisu nekih jezika:
- poljski se opisuje kao jezik s pet rodova (muška imena, živi muški, neživi muški, ženski i srednji) - vidi opis u poljskoj Vikipediji
- čečenski opisuje se kao jezik sa 6 ili 4 roda (zavisi od izvora).

U srpskom (i drugim jezicima) gornje se skupine mogu dalje grupirati u tri, tako da se "živi muški" i "neživi muški" grupiraju zajedno u "muške" imenice. Ovakve skupine neki nazivaju makrorodovima. To su upravo tradicionalni "rodovi" u srpskom jeziku. U ovakvoj se podjeli problem slaganja s pridjevima opisuje zasebno, a sve se prikazuje na temelju slaganja s zamjenicama.

## U drugim jezicima

### Germanski jezici

#### Engleski i škotski jezik
Engleski i škotski pokazuju samo različite oblike kod zamjenica (he, she, it), a slaganje je zasnovano na prirodnom rodu, gdje su sve nežive imenice srednjeg roda, uz neke izuzetke (ship = she).

#### Nemački, jidiš i luksemburški jezik
U nemačkom, jidišu i luksemburškom jeziku neživo se klasifikuje u tri gramatička roda (muški, ženski i srednji) na osnovu razlike u članu (der Löffel- imenica kašika je muškog roda, die Gabel- imenica viljuška je ženskog roda, das Messer- imenica nož je srednjeg roda).

### Latinski i romanski jezici
U latinskom jeziku postoje tri roda (muški, ženski, srednji) bazirani na gramatičko-leksičkim kriterijima (imenice na -a uglavnom su ženskog roda, na -um srednjeg roda, a za ostale nema nekog pravila).
U romanskim jezicima broj rodova reduciran je na 2 (osim u rumunskom) i često zasnovan na gramatičkim kriterijima (u španskom i italijanskom većina imenica koje završavaju na -a ženskog je roda, a sve ostale muškog).

#### Zanimljive podjele u nekim jezicima
Djirbal, jedan on urođeničkih jezika Australije, ima sljedeća četiri roda:
1. živa bića, muškarci
2. žene, voda, vatra, opasne stvari
3. jestivo voće i povrće
4. ostalo

#### Jezici bez kategorije roda
Mnogi neindoevropski jezici Evrope i Azije nemaju rod (turski, baskijski, finski, japanski, itd.)
Većina indijanskih jezika Severne Amerike nema razlikovanje imenica po rodu.